# Benny Lai
Benito Lai, detto Benny (Aprigliano, 27 aprile 1925 – Roma, 12 dicembre 2013), è stato un giornalista e saggista italiano.

## Biografia
Nato nel 1925 ad Aprigliano, Benny Lai fu giornalista professionista dal 1946 e vaticanista dal 1951. Esperto in affari politici della Santa Sede, lavorò per la Gazzetta del Popolo, La Nazione, il Resto del Carlino e per il Giornale durante la direzione di Indro Montanelli. Fu particolarmente vicino al cardinale Giuseppe Siri, con il quale ebbe una lunga serie di incontri fra il 1956 e il 1988.
Morì a Roma, dopo lunga malattia, il 12 dicembre 2013.

## Opere

### Saggistica
- Vaticano sottovoce, Milano, Longanesi, 1961.
- Vaticano aperto, Milano, Longanesi, 1968.
- Montini, Milano, Longanesi, 1969.
- La seconda Conciliazione, Firenze, Vallecchi, 1978.
- Finanze e finanzieri vaticani fra l'800 e il '900. Da Pio IX a Benedetto XV, Milano, Mondadori, 1979.
- I segreti del Vaticano da Pio XII a papa Wojtyla, Roma e Bari, Laterza, 1984.
- Il Papa non eletto. Giuseppe Siri, cardinale di Santa Romana Chiesa, Roma e Bari, Laterza, 1993.
- Affari del Papa. Storia di cardinali, nobiluomini e faccendieri nella Roma dell'Ottocento, Roma e Bari, Laterza, 1999.
- Il mio Vaticano. Diario tra pontefici e cardinali, Soveria Mannelli, Rubbettino, 2006.
- Giuseppe Siri. Le sue immagini, le sue parole, Genova, De Ferrari, 2008.
- Racconti vaticani, Verona, Fede & Cultura, 2010.
- Finanze vaticane. Da Pio XI a Benedetto XVI, Soveria Mannelli, Rubbettino, 2012.

### Teatro
- La scimmia non salì sulla croce, dramma in tre atti, "Teatro scenario", n. 19, 1-15 ottobre 1951, pp. 15-34.